# 트레스 베세스 아나
《트레스 베세스 아나》(스페인어: Tres veces Ana)는 2016년 방영된 멕시코의 텔레노벨라이다.